# Ли Цзи
Ли Цзи — китайский археолог, этнолог и антрополог. Один из основателей китайской археологии и первый китаец, который провёл масштабные археологические раскопки. Своими раскопками в Аньяне сыграл важную роль в доказательстве историчности династии Шан.
Ли Цзи родился в богатой семье в провинции Хубэй. В 1918 году он отправился в Соединённые Штаты, где проходил обучение по специальности «антропология» у Роланда Диксона и Ирнеста Хутона в Гарвардском университете. В 1923 году получил степень доктора философии. Затем он работал в течение короткого времени в галерее искусств Фрир в Вашингтоне, а затем вернулся в Китай. Там он преподавал в университете Нанькая, а в 1925-26 годах на юге провинции Шаньси привёл раскопки культуры Яншао. В 1928 году он был назначен первым руководителем археологического отдела Академии Синика, а затем преподавал в университете Цинхуа.
С 1928 по 1937 год он возглавлял раскопки в Аньяне (Иньсюй), во время которых были обнаружены более 300 могил, в том числе четыре королевские гробницы, и остатки королевского дворца. Среди находок были ранние свидетельства китайского бронзового искусства и множество описанных гадательных костей, которые содержали раннюю форму китайской письменности. Эти раскопки внесли решающий вклад в установление до этого момента ещё спорной историчности династии Шан. В 1937 году раскопки были прекращены в связи с началом Второй мировой войны в Китае.
После того, как власть в Китае захватили коммунисты во главе с Мао Цзэдуном, Ли Цзи бежал на Тайвань в 1949 году, где в 1950 году возглавил факультет археологии и антропологии в Национальном университете Тайваня в Тайбэе.

## Труды
- The Formation of the Chinese People. An Anthropological Inquiry (1928)
- The Beginnings of Chinese Civilization (1957)
- Anyang (1977)